# Джин Дейч
Юджин Мерріл «Джин» Дейч (англ. Eugene Merril "Gene" Deitch, нар. 8 серпня 1924, Чикаго, США — пом. 16 квітня 2020, Прага, Чехія) — американський ілюстратор, художник-мультиплікатор, художник коміксів, та кінорежисер. З 1959 року проживав в Празі. Дейч відомий своїми анімаційними мультфільмами «Манро», «Том Терріфік» і «Нуднік», а також роботою над деякими епізодами мультсеріалів «Моряк Попай» та «Том і Джеррі» (1961—1962).

## Життєпис

### Юність
Народився в Чикаго (штат Іллінойс) в родині комівояжера Джозефа Дейча (1903—1972) та Рут Ділсон Дейч (1899—1999), які розлучились коли Джину було 13 років. Дід по лінії матері володів великою фабрикою в'язаного одягу в Чикаго. В 1929 році сім'я переїхала до Каліфорнії (батько був родом з Лос-Анджелеса), Дейч відвідував школу в Голлівуді. Закінчив середню школу в Лос-Анджелесі в 1942 році і почав працювати в North American Aviation, займаючись складанням креслень літаків. В 1943 році Дейча призвали на військову службу, де він пройшов пілотну підготовку, але захворів на пневмонію і тому в травні наступного року був з честю звільнений.

### Кар'єра
Дейч влаштувався на роботу в анімаційну студію United Productions of America (UPA), а пізніше став креативним директором Terrytoons. Був автором таких персонажів як Слон Сідні, Гастон Ле Крьон, Джон Дурмат та Клінт Коббер. Працюючи в UPA з 1955 року Дейч написав та намалював для «United Feature Syndicate» комікси «Справжні великі пригоди Терпл-Томпсона!» і «Герой історії». Сценарій про Терпл-Томпсона було записано в Little Golden Records, в записі брав участь актор Арт Карні та музикант Мітч Міллер. Він публікувався в щоденній шпальті з 16 жовтня 1955 року по 14 квітня 1956 року.
В 1959 році Дейч заснував Gene Deitch Associates, Inc., яка в основному займалась виробництвом телевізійних роликів. Коли в жовтні 1959 року Rembrandt Films пообіцяли профінансувати його короткометражку «Манро», Дейч переїхав до Праги. В ході співпраці з Rembrandt протягом наступного десятиліття брав участь в створенні мультсеріалів «Моряк Попай», «Том і Джеррі». Перед роботою на мультсеріалом про Тома і Джеррі, говорив, що це поганий приклад безглуздого насильства та гумору, який покладається на біль, помсту, а також використання стереотипів про темношкірих жінок. Однак, після того як його призначили працювати над серіалом, він швидко зрозумів, що в ньому немає серйозного насильства і все це лише пародія з гіпертрофованими людськими емоціями. Більшість шанувальників мультсеріалу вважають епізоди Дейча найгіршими в історії Тома і Джеррі через його нелюбов до мультфільму. Проте, існують і фанати, які писали позитивні листи, заявляючи що епізоди Дейча були їхніми особистими фаворитами.. Короткометражний фільм Дейча «Манро» отримав премію «Оскар» як найкращий анімаційний короткометражний фільм 1961 року. Це була перша короткометражка створена не в США, яка отримала такий високий рівень похвали.
Спільно з продюсером Вільямом Л. Снайдером Дейч випускав серію телевізійних короткометражок «Божевільний Кіт» (Krazy Kat) з 1962 по 1964 рік. Пізніше «Блаффіни» були засновані на ідеї Дейча. В 1961 році зняв фільм «Аліса з Країни чудес в Парижі» та в 1966 році анімаційний фільм «Гоббіт». Також в 1966 році Дейч створив Террі-Тессі.
З 1968 року і до виходу на пенсію в 2008 році Дейч був головним режисером анімації в коннектикутській організації Weston Woods/Scholastic, адаптуючи дитячі книги з малюнками. Його студія знаходиться в Празі. В мемуарах Дейча «За любов до Праги» (For the Love of Prague) він розповідав про свій життєвий досвід, називавши себе «єдиним вільним американцем, що жив і працював в Празі впродовж 30 років диктатури комуністичної партії».
В 2003 році Дейч був удостоєний премією Енні за довічний внесок в мистецтво анімації.

### Смерть
Дейч помер 16 квітня 2020 року в Празі у віці 95 років. Незадовго до смерті він скаржився на проблеми з травною системою.

## Особисте життя
Джин познайомився зі своєю першою дружиною Марі коли вони обоє працювали в North American Aviation. Пара одружилась в 1943 році. В них народилось три сини: Кім, Саймот та Сет. Зрештою, всі вони стали художниками і авторами коміксів.
В жовтні 1959 році в Празі Дейч познайомився з продукт-менеджером студії Bratři v triku Зденкою Наймановою. Вони побрались в 1964 році.